# Aula Isiaca
Aula Isiaca är ett underjordiskt rum med absid, beläget under basilikan i Domus Flavia, flaviernas palats, på Palatinen i Rom. Rummet, täckt med ett tunnvalv, smyckades omkring år 25 f.Kr. med målningar i den så kallade andra pompejanska stilen. Rummets namn kommer av att flertalet av målningarna framställer Isis och Serapis. Målningarna bevaras numera i Antiquarium del Palatino, Palatinens museum.

## Beskrivning
Rummet med målningarna upptäcktes år 1724 av Francesco Bianchini, som företog utgrävningar på Palatinen på uppdrag av Francesco Farnese, hertig av Parma. Noggranna reproduktioner utfördes av målningarna. Utgrävningarna lades dock igen och återupptäcktes år 1912 av Giacomo Boni, som ledde omfattande utgrävningar av Palatinen och Forum Romanum.
Tidigare ansågs Aula Isiaca ha uppförts och bemålats under kejsar Caligula (37–41 e.Kr.), men senare forskning har visat att Aula Isiaca härstammar från Augustus tidiga kejsartid.
Målningarna framställer olika symboler och attribut tillhörande Isis samt dekorationer i form av lotusblommor, uraeusormar, atefkronor, solskivor, rosengirlander och vaser för rituellt renat vatten.